# ステントール
ステントール（古希: Στέντωρ, Stentōr）は、ギリシア神話の人物である。長母音を省略してステントルとも表記される。トロイア戦争で戦ったギリシア軍の戦士の1人。「青銅の如く力強く」50人の声量に匹敵する大声の持ち主とされる。軍神アレースがギリシア軍を苦しめたとき、女神ヘーラーは大神ゼウスの許可を得て、ギリシア軍を助けるべくアテーナーとともに戦場に向かった。そしてステントールに変身し、大音声でディオメーデースとその部下たちに発破をかけた。アリストテレースは『政治学』でステントールについて言及している。